# ディキシー・ダミリオ
ディキシー・ダミリオ（Dixie D'Amelio, 本名: Dixie Jane D'Amelio, 2001年8月12日 -）はアメリカのソーシャルメディアパーソナリティであり、ソーシャルメディアプラットフォームTikTokに投稿した動画で知られている歌手である。ディキシーはダミリオ姉妹の姉である。2020年、彼女はYouTubeウェブシリーズ「AttawayGeneral」に出演した。

## 人物
ダミリオの肉親には、彼女の父親である政治家のマーク・ダミリオが含まれる。 彼女の母親、ハイジ・ダミリオ。 そして彼女の妹、チャーリー・ダミリオがいる。